# ソングス・オブ・フェイス・アンド・デヴォーション
『ソングス・オブ・フェイス・アンド・デヴォーション』 (Songs of Faith and Devotion)は、デペッシュ・モードの8枚目のスタジオ・アルバム。1993年3月22日発売。

## 概要
当時アメリカで流行していたオルタナティヴ・ロック／グランジシーンから影響を受け、ギターを大きくフィーチャーし、またソウルやゴスペルなどの黒人音楽を意識した、より骨太な音楽性を打ち出した。バンドにとって唯一となる全米・全英で初登場1位を獲得したアルバムであり、フランス、ドイツ、オーストリア、スイスでも初登場1位を獲得した。カバーアートを担当したのはアントン・コービン。メンバーの顔写真がジャケットに使用されている唯一のアルバムでもある。なおエンジニアとアレンジを長く担当してきたアラン・ワイルダーはこのアルバムを最後に、1995年にバンドを脱退している。

## 制作
アルバムは1992年、マドリードのスタジオであるThe Villaにて8ヶ月以上に及ぶレコーディングの後、ハンブルクとロンドンにて追加のセッションが行われた。プロデューサーのフラッドはU2のアクトン・ベイビーでの成功を踏まえ、貸家をレコーディングスタジオに改造しそこで寝泊りや制作を行うことをバンドに提案する。バンドはThe Villaの地下にスタジオを作りドラムセットを違うスペースに2台配置し、サウンドに異なるトーンを生み出した。

## 収録曲
全曲マーティン・ゴアによる作詞作曲
1. アイ・フィール・ユー / I Feel You - 4:35
2. ウォーキング・イン・マイ・シューズ / Walking in My Shoes - 5:35
3. コンデムネイション / Condemnation - 3:20
4. マーシー・イン・ユー / Mercy in You - 4:17
5. ジューダス / Judas - 5:14
6. イン・ユア・ルーム / In Your Room - 6:26
7. ゲット・ライト・ウィズ・ミー / Get Right with Me - 3:52
8. ラッシュ / Rush - 4:37
9. ワン・カレス / One Caress - 3:32
10. ハイヤー・ラヴ / Higher Love - 5:56

### 2006年リイシュー版ボーナス・トラック
1. My Joy - 3:57
2. Condemnation (Paris Mix) - 3:21
3. Death's Door (Jazz Mix) - 6:38
4. In Your Room (Zephyr Mix) - 4:50
5. I Feel You (Life's Too Short Mix) - 8:35
6. Walking in My Shoes (Grungy Gonads Mix) - 6:24
7. My Joy (Slowslide Mix) - 5:11
8. In Your Room (Apex Mix) - 6:43

## 参加ミュージシャン
- デイヴ・ガーン - ボーカル
- マーティン・ゴア - キーボード、ギター、ベースギター (#2)、オルガン (#3)、コーラス、ボーカル (#5, #9, #13)
- アラン・ワイルダー - ベースギター、ドラムス、キーボード、ピアノ (#2, #3)、コーラス、プログラミング
- アンディ・フレッチャー - キーボード、コーラス (#3)

### その他ミュージシャン
- ステファン・ハニガン - イリアン・パイプス (#5)